# Bistum Ifakara
Das Bistum Ifakara (lat.: Dioecesis Ifakarensis) ist eine in Tansania gelegene römisch-katholische Diözese mit Sitz in Ifakara. 

## Geschichte
Das Bistum Ifakara wurde am 14. Januar 2012 durch Papst Benedikt XVI. mit der Apostolischen Konstitution Nuper est petitum aus Gebietsabtretungen des Bistums Mahenge errichtet und dem Erzbistum Daressalam als Suffraganbistum unterstellt. Erster Bischof wurde Salutaris Melchior Libena.

## Bischöfe von Ifakara
- Salutaris Melchior Libena, seit 2012[3]